# Le Nizan
Le Nizan är en kommun i departementet Gironde i regionen Nouvelle-Aquitaine i sydvästra Frankrike. Kommunen ligger i kantonen Bazas som tillhör arrondissementet Langon. År 2022 hade Le Nizan 506 invånare.

## Befolkningsutveckling
Antalet invånare i kommunen Le Nizan
Referens:INSEE